# Zenoss
Zenoss (Zenoss Core) - програма з відкритим кодом, платформа управління мережею, створена на основі сервера застосунків Zope. Випущена під ліценією GNU General Public License (GPL) version 2, Zenoss Core надає веб інтерфейс що дозволяє системним адміністраторам моніторити доступність, конфігурацію, продуктивність та різноманітні події в пристроях мережі.
Розробка Zenoss Core почалась в 2002, а в серпні 2005 було засновано корпорацію що займається цим проектом — Zenoss, Inc. Вона спонсорує розробку Zenoss Core та продає промислову версію системи побудовану на основі базової версії.

## Віхи проекту
Спільнота розробників Zenoss досить активна. Значимими віхами в розвитку є:
- 2002: Ерік Дал починає розробку Zenoss.
- Серпень 2005: Ерік Дал та Біл Карповіч засновують Zenoss Inc.
- Березень 2006: Zenoss стає доступним на SourceForge.net.
- Листопад 2006: випущено Zenoss Core Version 1.0
- Червень 2007: випущено Zenoss Core 2.0
- Липень 2007: випущено Zenoss Enterprise 2.0
- Липень 2010: випущено Zenoss Core 3.0 Повністю перероблено вебінтерфейс.
- 2011: випущено Zenoss Enterprise 4.0.
- Січень 2012: випущено альфа-версію коду Zenoss Core 4.0

## Огляд технологій
Zenoss Core поєднує оригінальний код та кілька проектів з відкритим кодом для забезпечення зберігання даних та їх збирання і вивід на вебінтерфейс.
Zenoss Core використовує наступні технології:
- Сервер застосунків Zope: об'єктно-орієнтований вебсервер написаний на Python.
- Python: Мова програмування
- Net-SNMP: Протокол моніторингу що збирає інформацію про мережу.
- RRDtool: Кільцеву базу даних та систему побудови графіків.
- MySQL: популярну вільну СКБД.
- Twisted: Фреймворк подієвого програмування, написаний на Python

Zenoss Core надає наступні можливості:
- Моніторинг доступності мережевих пристроїв з використанням SNMP, SSH, WMI
- Моніторинг мережних сервісів (HTTP, POP3, NNTP, SNMP, FTP)
- Монітоирнг ресурсів хостів (Процесор, використання дисків) на більшості мережевих операційних систем.
- Моніторинг продуктивності пристроїв з часовими рядами.
- Розширений монітоиринг Microsoft Windows за допомогою Windows Management Instrumentation використовуючи SAMBA та розширення Zenoss
- Управління подіями та їх запис
- Автоматичне виявлення мережевих ресурсів та змін в мережевій конфігурації
- Система попереджень надає повідомлення на основі наборів правил та календарів.
- Підтримка формату плагінів Nagios

### Платформа
Zenoss Inc. перелічує наступні ОС для Zenoss Core на сторінці завантаження:[джерело?]
- Red Hat Enterprise Linux / CentOS (4, 5)
- Centos (4, 5, 6)
- Ubuntu (6.06, 8.04)
- Debian (5)
- SuSE (10.X)
- OpenSUSE (10.3, 11.1)
- VMware Appliance

Вебпортал надає незалежний від ОС доступ до конфігурації та адміністративних функцій. Підтримуються як Firefox так і Internet Explorer.

### ЗенПаки
ЗенПаки (ZenPack) надають можливість членам спільноти розширювати функціональність Zenoss. Автори Зенпаків можуть вільно обирати їх ліцензію. ЗенПаки містяться в Python egg, та надають інструменти та звіти для спостережуваних компонентів мережевої інфраструктури.

### Промислова версія
Промислова версія створена на основі базової версії з додаванням комерційної підтримки та додаткових функцій.

## Пов’язані продукти
Zenoss конкурує з іншими вільними та власницькими промисловими системами. Рішення з відкритим кодом надаються компаніями GroundWork,  Hyperic та Opsview. Постачальниками аналогічних продуктів з закритим кодом є BMC, HP OpenView, Orion, AdRem NetCrunch та CA.